# Бєбжа
Бобра, (пол. Biebrza, лит. Bebras, біл. Бобра, Бебра) — річка на північному сході сучасної Польщі, притока Нарви (поблизу Вісли).

## Загальний опис
Бобра бере початок на півдні від села Новий-Двір (Сокульський повіт Підляського воєводства) і впадає в річку Нарва за 3 км від села Візна (пол. Wizna). Довжина річки становить 155 км, площа водозбору — 7 057 км².

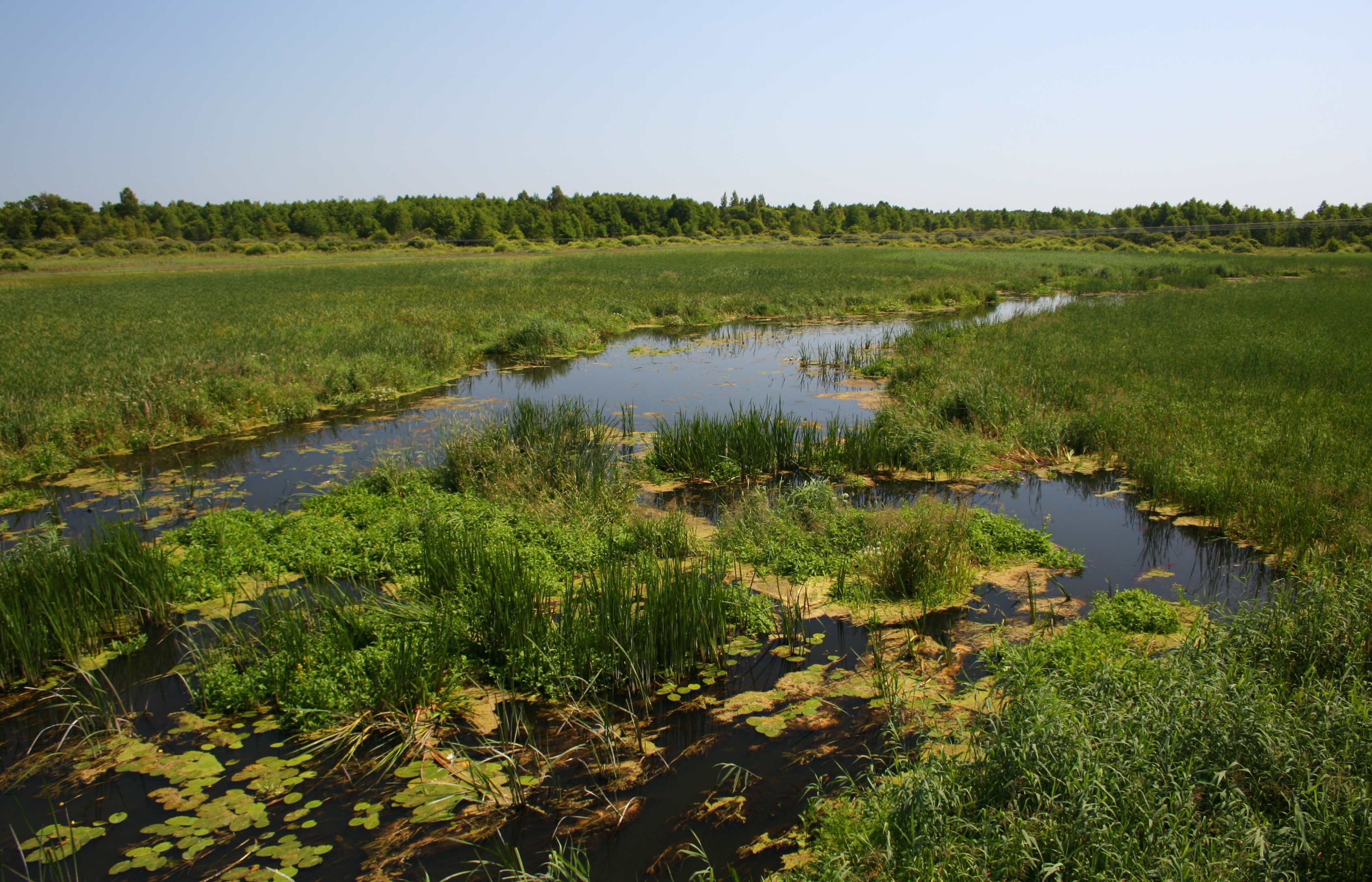
Річка у верхів'ях поблизу Ліпська

У долині Бобри (Бєбжи) знаходяться найбільші за площею болота в Польщі — так звані "Бєбжанські болота" (Bagna Biebrzańskie). Це місце з великою кількістю рідкісних рослинних угруповань та видів тварин, особливо птахів.  Більша частина цієї території розміщена в Бєбжанському національному парку.
Річкова долина є дуже важливою, як місце проживання птахів, тим більше, що такі місця зникають з ландшафту Європи. Для сивкових птахів, які потребують величезних територій водно-болотних угідь, Бобра є одним з найважливіших сховищ у Центральній Європі.
Сьогодні річку найбільше знають завдяки яскравій живій природі її затоплених територій — торфовищ і боліт, де проживають сотні рідкісних і зникаючих видів птахів.

## Культурне та мовне оточення

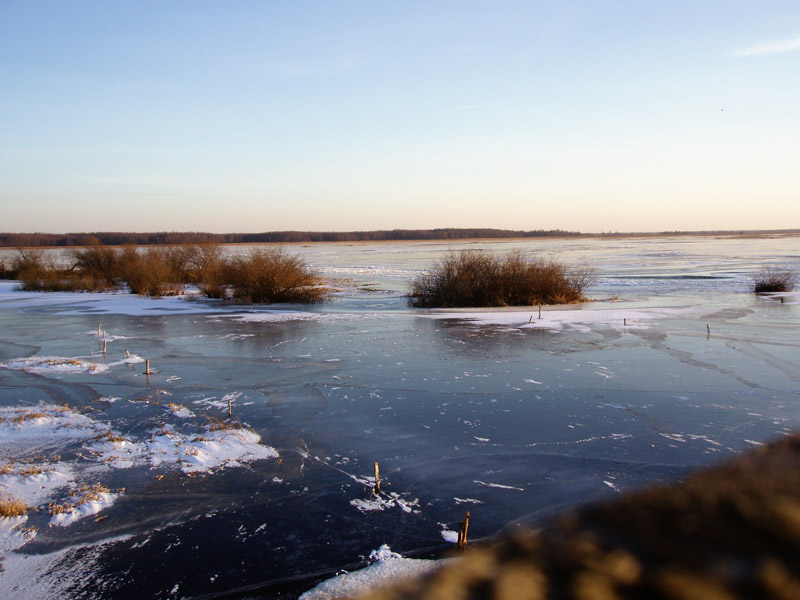
Зимовий пейзаж річки

У басейні річки Бобра мешкає багато людей, що представляють різні культури, мови і релігії. Більшість населення регіону говорить польською, однак люди, які живуть у верхній частині басейну річки (муніципалітети Ліпськ, Домброва-Білостоцька і Штабін), говорять на місцевому діалекті (вони називають його prosty jazyk — "проста мова". Люди належать до православної або римсько-католицької церков.
На північному березі верхньої частини Бобри є кілька сіл, де живуть так звані "старообрядці", які говорять архаїчним діалектом російської мови. Деякі з цих громад зберегли більшу частину своєї традиційної культури, незважаючи на тривалу комуністичну державну політику, спрямовану на асиміляцію непольських культурних і мовних меншин.

## Населені пункти на річці
- Ліпськ
- Гоньондз
- Штабін
- Осовець-фортеця
- Радзілув
- Візна